# Dennis van Winden
Dennis van Winden  (Delft, 2 de diciembre de 1987) es un ciclista neerlandés.

## Palmarés
2006
- Memorial Arno Wallaard

2008
- 1 etapa del Giro de las Regiones
- Tour del Haut-Anjou, más 2 etapas

2009
- 2 etapas del Istrian Spring Trophy
- 1 etapa del Tour de Bretaña
- 1 etapa de la Vuelta a León
- 1 etapa del Tour del Porvenir

## Resultados en Grandes Vueltas
| Carrera | Carrera         | 2006 | 2007 | 2008 | 2009 | 2010 | 2011  | 2012  | 2013 | 2014 | 2015  | 2016 | 2017 | 2018 | 2019 |
| ------- | --------------- | ---- | ---- | ---- | ---- | ---- | ----- | ----- | ---- | ---- | ----- | ---- | ---- | ---- | ---- |
|         | Giro de Italia  | —    | —    | —    | —    | —    | 121.º | Ab.   | —    | —    | —     | —    | —    | —    | —    |
|         | Tour de Francia | —    | —    | —    | —    | —    | —     | —     | —    | —    | —     | —    | —    | —    | —    |
|         | Vuelta a España | —    | —    | —    | —    | —    | —     | 164.º | —    | —    | 115.º | —    | —    | —    | —    |

—: no participa

Ab.: abandono

## Equipos
- B&E Cycling Team (2006)
- Rabobank Continental (2007-2009)
- Rabobank/Blanco/Belkin (2010-2014)
  - Rabobank (2010)
  - Rabobank Cycling Team (2011-2012)
  - Blanco Pro Cycling Team (2013)[1]
  - Belkin Pro Cycling Team (2013-2014)
- Synergy Baku Cycling Project (01.01.2015-08.05.2015)
- Team LottoNL-Jumbo (09.05.2015-2016)
- Israel Cycling Academy[2] (2017-2019)